# Guardia de goma

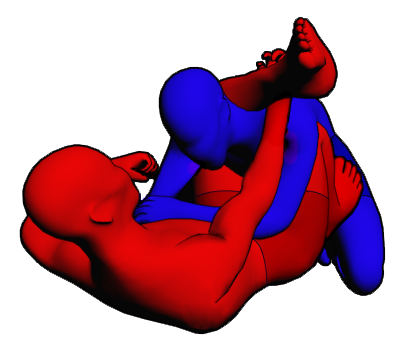
Diagrama de la Guardia de Goma, una figura roja sosteniendo una figura azul en la guardia de goma

La Guardia de goma (Rubber guard en inglés) es un técnica de Jiu-Jitsu Brasileño, que involucra al practicante llevar hacia a abajo al oponente dentro de la guardia de goma, mientras se tiene un alto nivel de control. Se utiliza la flexibilidad para controlar al oponente con un brazo y una pierna. El brazo opuesto está libre para intentar sumisiones, barridas, o golpear la cabeza atrapada del oponente.
La guardia de goma, como otras movimientos de guardia innovadores, es atribuida a Eddie Bravo que la adoptó como una técnica primaria de su 10th Planet Jiu-Jitsu. Variaciones modernas de la Guardia de goma han sido creadas en el gi..

## Diagrama de flujo
En el sistema de 10th Planet system, la guardia de goma sigue un patrón de flujo que se asemeja a una ruta de ramifiación o diagrama de flujo programático; conteniendo seis "niveles" básicos, cada uno de los cuales comptende una opción principal y dos opciones secundarias.

## Referencias

Diagrama de flujo de la Guardia de Goma adaptado